# Luis Gabelo Conejo
Luis Gabelo Conejo Jiménez (San Ramón, 1960. január 1. –) Costa Rica-i válogatott labdarúgó, edző.